# Microvie
Un microvie (mot formé de « micro » et de « espérance de vie ») est une unité de risque qui représente 30 minutes de la durée de vie moyenne d’un jeune adulte.
Les microvies permettent de mesurer l'impact sur l'espérance de vie des activités courantes, comme fumer quatre cigarettes en une journée ou rester assis devant la télévision. Ce concept, apparenté à celui de micromort a été proposé en 2012 par David Spiegelhalter et Alejandro Leiva.

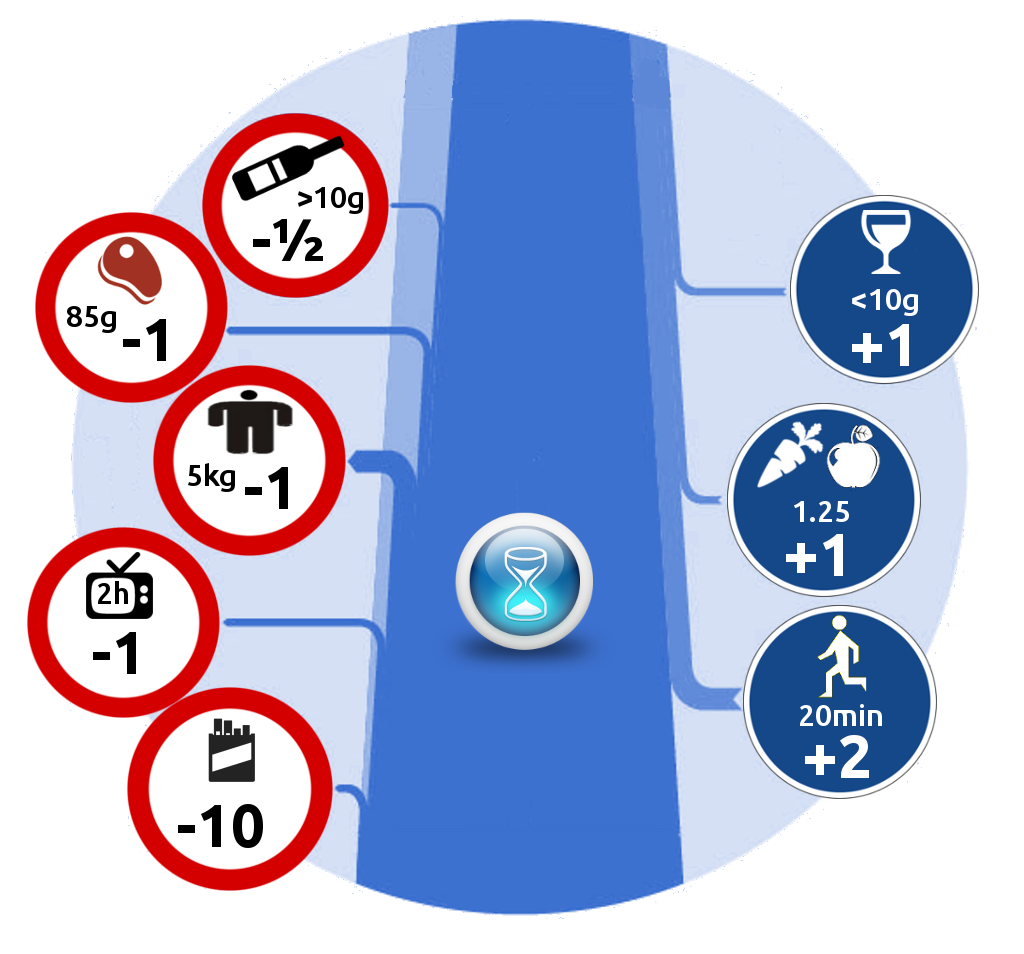

| Facteur de risque et exposition quotidienne                   | Hommes | Femmes |
| ------------------------------------------------------------- | ------ | ------ |
| Fumer une cigarette                                           |        |        |
| Fumer 15–24 cigarettes                                        | −10    | −9     |
| Boire de l'alcool                                             |        |        |
| "Premier verre" (10 g d'alcool)                               | 1      | 1      |
| Chaque verre supplémentaire (jusqu'à 6)                       | −½     | −1     |
| Obésité                                                       |        |        |
| Par fraction de 5 unités au-dessus d'un IMC de 22,5           | −3     | −3     |
| Sédentarité                                                   |        |        |
| 2 heures assis devant la télévision                           | −1     | −1     |
| Régime alimentaire                                            |        |        |
| Viande rouge (85 g)                                           | −1     | −1     |
| Fruits et légumes, 5 portions (vitamin C sanguine >50 nmol/L) | 4      | 3      |
| Café                                                          |        |        |
| 2-3 tasses                                                    | 1      | 1      |
| Activité physique                                             |        |        |
| Premières 20 minutes d'exercice modéré                        | 2      | 2      |
| 40 minutes suivantes d'exercice modéré                        | 1      | ½      |
| Pollution                                                     |        |        |
| Vivre à Mexico comparé à Londres                              | −½     | −½     |